# حلقي البنتان
حلقي البنتان   (أو سيكلوبنتان) مركب عضوي من مجموعة الألكانات الحلقية الأليفاتية   له الصيغة الكيميائية C5H10، ويكون على شكل سائل عديم اللون.

## الوفرة الطبيعية والتحضير
يوجد حلقي البنتان طبيعياً في النفط، كما يستحصل عليه صناعياً منه عن طريق عمليات التكسير الحراري بوجود حفازات من الألومينا، كما يتم التحويل إلى مشتقاته بعمليات الإصلاح الحفزي.
كما يمكن التحضير صناعياً انطلاقاً من حلقي البنتانون، كما فعل ذلك الكيميائي يوهانس فيسليتسينوس Johannes Wislicenus لأول مرة سنة 1893.

## الخواص
يوجد المركب على شكل سائل عديم اللون، له رائحة البترول، لا يمتزج مع الماء، لكنه قابل للامتزاج مع العديد من المذيبات العضوية.
تكون بنية المركب على هيئة حلقة خماسية، لا تكون فيها ذرات الكربون الخمسة في نفس المستوي، وللمركب بنية مرنة، أي أن الذرات في حركة دائمة تعرف باسم الدوران الزائف، ويكون التصاوغ الشكلي الأمثل على هيئة «الظرف البريدي» وعلى هيئة «نصف الكرسي».

هيئة "الظرف البريدي" لمركب حلقي البنتان
هيئة "نصف الكرسي" لمركب حلقي البنتان

## الاستخدامات
يستخدم المركب لتحضير الراتنجات الصناعية، واللواصق المطاطية. كما يدخل في تركيب سوائل التثليج في الأجهزة المنزلية، وذلك كبديل عن المركبات الضارة بالبيئة مثل ثلاثي كلورو فلورو الميثان (CFC-11) و1،1-ثنائي كلورو-1-فلورو الإيثان (HCFC-141b).
تستخدم مشتقات حلقي البنتان المؤلكلة (ذات مستبدلات ألكيلية متعددة) في تركيب المزلّقات، حيث أنها تتميز بانخفاض تطايريتها.